# Dushanzi
Dushanzi oder Maytagh (chinesisch 独山子区, Pinyin Dúshānzǐ Qū, uigurisch مايتاغ رايونى Maytaƣ Rayoni) ist ein Stadtbezirk der bezirksfreien Stadt Karamay im Uigurischen Autonomen Gebiet Xinjiang der Volksrepublik China. Das Verwaltungsgebiet des Stadtbezirks hat eine Fläche von 400 km² und zählt 69.361 Einwohner (Stand: Zensus 2010).

## Administrative Gliederung
Auf Gemeindeebene setzt sich Dushanzi aus drei Straßenvierteln zusammen. Diese sind:
- Straßenviertel Jinshanlu (金山路街道);
- Straßenviertel Xinbeiqu (新北区街道);
- Straßenviertel Xininglu (西宁路街道).